# 光が死んだ夏
『光が死んだ夏』（ひかるがしんだなつ）は、モクモクれんによる日本の漫画作品。『ヤングエースUP』（KADOKAWA）にて、2021年8月31日より連載中。作者のモクモクれんは本作が初の連載作品となる。三重県の山間部の集落で生活する少年と、行方不明になり戻ってきた後の様子に違和感がある親友を描いた青春ホラー物語。
2025年7月時点で累計発行部数は350万部を突破している。
2025年7月からテレビアニメが放送中。

## あらすじ

### 日常編（第1巻 - 第3巻）
よしき（辻中佳紀）とヒカル（忌堂光）は閉塞感漂う田舎町で育った幼馴染の親友。高校生になった光は山で1週間失踪して戻ってくるという事件を起こす。事件後の夏のある日、よしきはヒカルに「お前やっぱ光ちゃうやろ」と問う。ヒカルは人ならざる正体を見せ、死んだ光に成り代わっていたことを明かし、よしきが好きだから誰にも言わないでくれと泣きつく。よしきは困惑しながらも偽のヒカルを受け入れる。しかし、二人の周囲で奇妙な事件が次々と起こり始める。
ヒカルを見て「ノウヌキ様が下りてきとる」と叫んだ老婆・松浦が翌日変死する。よしきはスーパーで出会った主婦の暮林理恵からクビタチの山から嫌な感じが消えて、よしきと一緒にいる「ナニカ」のせいで町や村が狂い出している、一緒にいない方がいいと助言される。
変死事件を受け、村の武田・三笠・松島はひそかに霊能対策者である田中を「会社」から派遣させ調査させる。田中は山でヒカルの父親・晃平のバッグと人の頭をかたどった呪具を発見し、神社に張った結界が傷ついていたことから「山から降りてきている」と報告する。
ヒカルの家によしき、朝子、結希が集まりお泊まり会をする。その夜、朝子はヒカルに「あなたは一体誰ですか」と問う。正体がばれたと焦ったヒカルは朝子を手に掛けようとするが、偶然よしきに見つかり手を止める。後日よしきはヒカルを包丁で刺すが、死なないとわかると絶望し、自分を殺してくれと懇願する。よしきの覚悟に衝撃を受けたヒカルは「自分の半分」を分けてよしきに渡し、自らを人が殺せないまでに弱体化させる。よしきはヒカルのためにノウヌキ様の謎を調べようと決意する。

### 謎解き編（第4巻 - ）
よしきとヒカルは図書館で地元のことを調べ始める。松浦の娘である司書から「ノウヌキ様」は元々村の守り神だったが、大飢饉を境に祟り神に変じたとの情報を得る。田中は民俗学者を名乗ってよしきに接触し、「持っている」「混ざっている」と確信する。
学校で不審者が刃物で自分の首を切る事件が発生。朝子は悪いものに入られた人と脅える。よしきとヒカルがファミレスで対策を話していると、突然「ケガレ」に襲われるが、「穴を閉じる」能力を持つ理恵に救出される。理恵はヒカルによしきを「混じり物」にしてはいけないと忠告する。
よしきとヒカルは事情を知ると思われる武田のじいさんに会いに行く。武田のじいさんは忌堂のせいだと逆上し、日本刀を振り回す。そこへ田中が現れ、日本刀を取り上げると、ヒカルの首を斬り落とす。よしきはヒカルの首をくっつけたあと失神。事件は武田のじいさんが暴れて二人が巻き添えになっただけということになった。田中は依頼者の武田に会社と自分の目的を語り村を離れる。意識不明で入院中のヒカルを見舞った理恵は、昔達磨塚トンネルで大量の人骨が見つかったが頭の骨だけなかったという伝説をよしきに語る。ヒカルは二日で目を覚ます。
よしきとヒカルは忌堂家の庭のお堂を開ける。そこには大量の木彫りの首があった。ヒカルはウヌキ様に首を捧げたあと木彫りの首を作って堂で供養していたと子供のころ父親に教えられたことを思い出す。
よしきは無口な父親から忌堂家の秘密を聞き出す。忌堂家の先祖は若くして亡くなった妻「ヒチ」の首を捧げる際、村人の首と引き換えに妻の蘇生を願ってしまったために村に不幸が起きてしまった。以来、忌堂家は5年に一度山に謝りに行く儀式を続けている。ヒカルの父親・晃平は儀式を終わりにしたいと揉めたあと事故死していた。
ヒカルはよしきの未来と応急措置的な問題解決のため、自ら山に戻り全てのケガレを引き受けることを考え始めるが、それは今の生活を諦め孤独に戻ることを意味していた。夏休み、よしきとヒカルは海に行く。ヒカルは山に戻るとよしきに打ち明けるが、田中が現れ「山に戻っても無駄。君はノウヌキ様じゃないから」という。
田中によれば、ヒカルは「会社」が長年探し続けた「落し子」で、人の願いを現実をねじまげ叶える異常な存在であり、過去には村人の願いに応えてノウヌキ様に成り代わった。本来は手の届かない存在だが、弱体化したヒカルはいずれ自滅すると説明。村人たちが首を捧げていたのはあの世からケガレを送る穴で、災厄を起こすため二人に閉じるのを手伝ってほしいと言い、呪具になったヒチの首を返す。迷う二人に理恵から「穴」が帯状になっていると連絡が入る。ヒカルはケガレ避けになるとよしきにヒチの首を預ける。

## 登場人物
声の項はテレビアニメ版の声優。
よしき / 辻中 佳紀（つじなか よしき）
声 - 小林千晃
田舎の集落「クビタチ」で暮らす高校二年生の男子。ヒカルが人間ではない「ナニカ」だと気づくも、一緒にいることを選ぶ。
黒髪で顔を隠す長い前髪、顔にホクロがいくつもある。身長は175cm（165cmのヒカルと比べると高く見える）。精神的に強く真面目。成績は悪くなく、UFOキャッチャーが得意。
一時はヒカルの存在に悩み、死をも覚悟するが、ヒカルの半分を受け取ってから村の謎に向かっていく。
ヒカル / 忌堂 光（いんどう ひかる）
声 - 梅田修一朗
よしきの親友でクビタチ在住。山で行方不明になって以来、「人ではないナニカ」に入れ替わった。本人は山の中で女体に似た木に気を取られて滑落し、既に死亡しているが、遺体は不明。
模倣しているのは外見だけで、中身はペイズリー柄のような模様の流体。このため包丁で刺されてもダメージを受けず、よしきに体内を探られても平気でいる。「ケガレ」を吸収する能力を持つ。
白髪で灰色と朱色の特徴的な瞳を持つ。見た目より言動や行動が子供っぽく、よしきから「寂しがり屋」と評された。
現在の体に入る前は「居場所がない」という感覚を抱えながら孤独に彷徨っていた。たとえ代替品扱いだとしても自分に居場所をくれた佳紀に強く執着し、彼を守ろうとする。人間とは異なる視座を持ち、人の生死の重大さを理解していない。松浦のばあさんを殺し、朝子も手にかけようとしたが、よしきの命をかけた訴えに応え、中身の半分を体内から折り取った骨に分割してよしきに渡し、自らを弱体化させた。よしきと謎を探るなかで、自分の存在でよしきや皆が悲しむと感じ、また全てのケガレを引き受けるため、自ら身を引き山に戻ろうとする。
山岸 朝子（やまぎし あさこ）
声 - 花守ゆみり
よしきとヒカルのクラスメイト。大柄で腕相撲が得意。子供のころから霊感があり、ヒカルの異様さに気づいたが正体まではわかっていない。
田所 結希（たどころ ゆうき）
声 - 若山詩音
よしきとヒカルのクラスメイト。お下げ髪の女子。朝子とは幼馴染の親友。小柄でクールな性格。
ゆうたから好意を寄せられており、クレーンゲームで取ったぬいぐるみをプレゼントされる（なお、これは佳紀が取ったものである）。
巻 ゆうた（まき ゆうた）
声 - 中島ヨシキ
よしきとヒカルのクラスメイト。坊主頭の男子。アシドリ在住。結希のことが好き。兄はオカルトマニアで、東京の大学で民俗学を学んでいる。
暮林 理恵（くればやし りえ）
声 - 小若和郁那
スーパーでよしきに声をかけた中年女性。霊感があり、「『ナニカ』のせいで町や村が狂いだしている」と警告する。
現在は娘と夫の母と同居しており、息子はすでに独立している。亡夫が帰ってきた経験を持つが、息子に怪我を負わされ、「ダメだった」と語る。
あの世とこの世の境の膜の穴から出てきた「ケガレ」を戻し、穴を閉じる能力を持っている。
田中（たなか）
声 - 小林親弘
金髪・サングラス・無精髭、首筋に大きなアザがある怪しい風貌の男。相棒のハムスターを飼育ケースに入れて連れている。車の中ではアイドル歌謡を聴いている。
老婆変死事件のあと、クビタチ集落の代表者たちから依頼を受け、調査のため「会社から赴く。霊感や霊能力はないが、神社に結界を張った際には「臓器を1つ持ってかれている」と話したり、自分の血液を使った鈴の呪具を作るなどの能力を持っている。

## 沿革

### 連載開始
作者のモクモクれんは、もともと漫画家になりたいと考えていたわけではないため、絵を描くことや話を考えることが好きでも漫画を執筆したことはなかった。コロナ禍で時間ができたため、昔から構想していた話と登場人物を漫画という形で制作し、2021年1月にTwitter上で公開したところ、大きく反響を得たことをきっかけとして複数の編集部から声がかかった。モクモクれんによると、TikTokで流行した際には女性読者が多い印象であった。『ヤングエースUP』を選んだ理由は、モクモクれん自身の知名度がなく、「それだったら無料で読めた方がいいだろう」と考えたからである。同年4月から連載の描きためを開始したため、連載の準備期間はなかった。本作は作品のために新しく構想が練られたのではなく、モクモクれんによると「いままで自分のなかに蓄積されてきた好きなものをミックスしてできあがった作品」である。タイトルは連載開始直前まで案が浮かばず、担当編集者からの複数の案をもらうも、悩んでいた。『光が死んだ』などボツを経て、最終的に内容がわかる感じでまとまりのよい『光が死んだ夏』に決定。前述の作品をもとに、同年8月31日より『ヤングエースUP』にて本作の連載を開始。作者のモクモクれんは本作で商業連載デビューを果たす。

## PV
2022年3月に単行本第1巻が発売された際には、PVを公開。ヒカル役は根岸耀太朗、よしき役は大野智敬が担当している。同年10月には単行本第2巻の発売を記念して、4週連続でPVを公開。4本は異なる声優が担当しており、10月3日公開の第1弾は第1巻発売時のPVと同じ根岸と大野が、10月10日公開の第2弾はヒカル役を下野紘、よしき役を松岡禎丞が、10月17日公開の第3弾はヒカル役をKENN、よしき役を前野智昭が、10月24日公開の第4弾はヒカル役を榎木淳弥、よしき役を内山昂輝が務めている。第4弾はテレビコマーシャルとしても放送された。10月3日から10月9日まで東京都の池袋にて大型交通広告を掲示し、西武鉄道池袋線池袋駅の地上改札内1番ホーム壁面にて描きおろしのイラストを、地下改札前ではデジタルサイネージを表示した。10月17日から10月23日までは大阪府の阪急⼤阪梅⽥駅でも展開され、10月24日から10月30日まで東京都の渋谷駅でも本作の大型広告が提示された。
下野紘、松岡禎丞が声優を務めたPV第2弾は2024年8月時点で200万回再生を突破している。

## 制作背景

### 舞台
三重県の山間部の田舎を舞台としており、作中には三重弁が登場している。「登場人物に特徴的な方言を使わせたかった」と考えていたモクモクれんは、「関西弁とは違う絶妙なライン」を探し、「東海地方の山間の地域」を選んだのである。また、モクモクれんは澤村伊智の『比嘉姉妹シリーズ』を好んでおり、第1作の『ぼぎわんが、来る』が三重県を舞台としていることも理由に挙げている。モクモクれんは三重県に取材に行きたいと考えていたが、コロナ禍では困難であった。
モデルは「山と海との境目のような立地の狭い集落で、家がみっちりと密集していた」場所に唯一存在した商店という、モクモクれんの祖母の家である。古い磨りガラスや黒電話や勝手に出入りする近所の人など、両親と帰省した際に見た風景が本作の元になっている。

### ホラー
物心がついたころから映像作品をたくさん観ていたモクモクれんは、「気づいた時には、もう好きでした（笑）」と語るほど、ホラーが好きである。テレビの心霊特集も欠かさずに鑑賞していたといい、よく参考にしている作品として、『ほんとにあった怖い話』シリーズや『怪談新耳袋』シリーズを挙げている。モクモクれんはJホラーや日本以外のホラー映画が好きであるが、POV（Point of View）ホラーも好んでおり、白石晃士が監督を務めるホラー映画作品はすべて鑑賞し、本作は「一人称視点の構図を効果的に行う」ようなPOV（Point of View）方式で描かれている。
モクモクれんはホラー映画を「あまり怖いとは感じない」といい、「どちらかと言えば、楽しい気持ちのほうが勝っている」ため、ジェットコースターやお化け屋敷などのアトラクション感覚で映画を鑑賞する。裏付けのないような「わけがわからないものが怖い」と話し、本作では「く」の化物を例に挙げている。「ショッキングなシーンをドーンと見せる」より、「怖い感じが来る寸前」を好むため、本作では「ゾワゾワするような感覚を大事にしたくて、ショッキングさは、むしろ抑えめにしようと心がけて」制作されている。ヒカルについては、「もともと人間側の気持ちよりは、入れ替わってしまった後の人外の気持ちを描きたい」と考えたことが先で、モクモクれんの考える人外とはこうだという要素が詰めこまれている。親友が人外にという設定はよくあるような漫画では「親友の本来の姿を取り戻そうとするバトルもの」になりそうだが、本作は「よしきの心情を通してリアルに共感できる物語」にしたいと考えて描かれている。

### 擬音
本作では擬音が描き文字ではなく、活字のフォントで印字されている。「映像と違いマンガには音声がない」ため、「文字を歪ませたり動きを出したりして、変化」をつける際に、「読んでもらいたい」というモクモクれんの意図によりフォントを使用している。モクモクれんは「手描き文字だと絵になじんでしまい、目が滑って、なかなか読んでもらえないような気がする」と考え、読者の目に入れたいところではフォント、意識しなくてもよいところを手描き、と使い分けを行っている。ふきだしのセリフの写植は担当編集者が作業を行っているが、擬音はモクモクれんが自ら打っている。

### 制作
本作は「ミスマッチさ」を大事にして描かれている。季節が夏であるのは、モクモクれんが半そでが描きたかったからという理由もあるが、内容が暗いため、「季節のなかではいちばん元気な感じがする夏がいいだろう」と考え、いちばんミスマッチな気がするという夏が選ばれている。単行本のカバーの色や、PVのBGMや、ビジュアルはミスマッチを狙うために意図的に明るくしている。
モクモクれんが執筆していて楽しいのは、「ここは盛り上がるだろうな」という場面を描いている時と、考察をする読者の予想を裏切るような展開を描けた時である。行動や表情やセリフなどは登場キャラクターに「なるべく自然な反応をするように演技をさせている」といい、ネームの時点で「うつむく角度や相手から目を逸らす度合い」など、細かく動きを考えて制作している。登場人物の心情を読者に自由に受けとってもらうため、「ここは泣くところです」のようなわかりやすい描写をしないよう、意識して描かれている。

## 評価
ライターのちゃんめいは、本作には恐怖を感じる要素がばらばらと存在するが、「“ナニカ”になってしまったヒカル」とその傍にい続けるよしきとの間に存在する「複雑な感情」が強くはっきりと描かれていると評する。
また、『ダ・ヴィンチ』編集長の川戸崇央は、「見事な擬音」やネガティブとポジティブを瞬く間に切り替える「表情の演出」など本作は読みどころが多いとする。

## 受賞
2022年8月、「次にくるマンガ大賞2022」のWebマンガ部門で11位と、「海外ファンの熱量が高かった作品に贈られる」特別賞であるGlobal特別賞の繁体字版を受賞。同年12月には「このマンガがすごい!2023」オトコ編で1位に選出。2023年2月に全国書店員が選んだおすすめコミック2023の5位、同年3月に「マンガ大賞2023」の11位、同年9月に「第7回みんなが選ぶTSUTAYAコミック大賞」で7位に選ばれている。

## 書誌情報

### 漫画
- モクモクれん 『光が死んだ夏』 KADOKAWA〈角川コミックス・エース〉、既刊7巻（2025年7月4日現在）
  1. 2022年3月4日初版発行（同日発売[35]）、ISBN 978-4-04-112273-0
  2. 2022年10月4日初版発行（同日発売[36]）、ISBN 978-4-04-112960-9
  3. 2023年6月2日初版発行（同日発売[37]）、ISBN 978-4-04-113700-0
  4. 2023年12月4日初版発行（同日発売[38]）、ISBN 978-4-04-114339-1
  5. 2024年6月4日初版発行（同日発売[39]）、ISBN 978-4-04-114997-3
  6. 2024年12月4日初版発行（同日発売[40]）、ISBN 978-4-04-115608-7
  7. 2025年7月4日初版発行（同日発売[41][42]）、ISBN 978-4-04-115682-7 / ISBN 978-4-04-115683-4（限定版）

### 小説
- モクモクれん（原作・イラスト）、額賀澪（著） 『光が死んだ夏』 KADOKAWA〈角川コミックス・エース〉、既刊2巻（2025年7月4日現在）
  1. 2023年12月4日発売[43][44]、ISBN 978-4-04-075085-9 / ISBN 978-4-04-075092-7（特装版）
  2. 2025年7月4日発売[45][46]、ISBN 978-4-04-075086-6 / ISBN 978-4-04-075991-3（特装版）

## テレビアニメ
2024年5月24日にテレビアニメ化が発表された。2025年7月より日本テレビ系列にて放送中。

### スタッフ
- 原作 - モクモクれん[8]
- 監督・シリーズ構成 - 竹下良平[8]
- キャラクターデザイン - 高橋裕一[8]
- サブキャラクターデザイン - 渡辺舞、西願宏子、長澤翔子
- ドロドロアニメーター - 平岡政展[8]
- プロップデザイン - 應地隆之介[10]
- 美術設定 - 多田周平、高橋武之、曽野由大[10]
- 美術監督 - 本田こうへい[10]
- 色彩設計 - 中野尚美[10]
- 3D監督 - 中野祥典[10]
- 撮影監督 - 前田智大[10]
- 2Dデザイン - 永良雄亮、津江優里[10]
- 編集 - 木村佳史子[10]
- 音響演出 - 笠松広司[10]
- 音響制作 - dugout[10]
- 音楽 - 梅林太郎[10]
- 音楽プロデューサー - 水鳥智栄子
- 音楽制作 - KADOKAWA
- プロデューサー - 藤原利紀、倉兼千晶、椛嶋麻菜美、宮城雄大、宮原慶太
- アニメーションプロデューサー - 上内健太
- アニメーション制作 - CygamesPictures[8]
- 共同製作幹事 - KADOKAWA、サイバーエージェント
- 製作 - 「光が死んだ夏」製作委員会（KADOKAWA、サイバーエージェント、日本テレビ、CygamesPictures）

### 主題歌
「再会」
Vaundyによるオープニングテーマ。作詞・作曲・編曲はVaundy。
「あなたはかいぶつ」
TOOBOEによるエンディングテーマ。作詞・作曲・編曲はTOOBOE。
「日々の影」
神奈川県立湘南高等学校合唱部による第1話の劇中歌。作詞はLeo Imai、作曲は梅林太郎、編曲は森田花央里。
「Rêve de ballon」
東海大学付属高輪台高等学校吹奏楽部の演奏による第1話の劇中歌。作曲は梅林太郎、編曲は田村修平。
「ぼくはたい焼き」
朝倉さやによる第1話の劇中歌。作詞は森田花央里、作曲は梅林太郎、編曲はハヤシベトモノリ。

### 各話リスト
| 話数   | サブタイトル   | 脚本     | 絵コンテ              | 演出                       | 作画監督                                                         | 総作画監督          | 初放送日      |
| ------ | -------------- | -------- | --------------------- | -------------------------- | ---------------------------------------------------------------- | ------------------- | ------------- |
| 第一話 | 代替品         | 竹下良平 | 竹下良平              | 竹下良平                   | 高橋裕一                                                         | -                   | 2025年 7月6日 |
| 第二話 | 疑惑           | 村山沖   | 大迫光紘              | 大迫光紘                   | 渡辺舞 應地隆之介                                                | 高橋裕一            | 7月13日       |
| 第三話 | 拒絶           | 竹下良平 | 横山麻華              | 城戸康平 宇和野歩 横山麻華 | 矢永沙織 王國年 鵲あかね 西願宏子                                | 高橋裕一            | 7月20日       |
| 第四話 | 夏祭り         | 村山沖   | 白幡良志之            | 白幡良志之                 | 岡崎滉 二瓶令暁 王國年 前川葵 寧波麦冬映画                       | 高橋裕一            | 7月27日       |
| 第五話 | カツラのオバケ | 竹下良平 | Wang Chihsia 河原龍太 | Wang Chihsia 河原龍太      | 王國年 渡辺舞 二瓶令暁 岡崎滉 能海知佳 村田駿 Chen Zitu 伊藤正士 | 應地隆之介 高橋裕一 | 8月3日        |
| 第六話 | 朝子           | 村山沖   | 片岡史旭              | 片岡史旭 川部真也          | KAGO 矢永沙織 滝吾郎 鵲あかね 前川葵 西願宏子 井上廉太 Chen Zitu | 高橋裕一            | 8月10日       |
| 第七話 | 決意           | 竹下良平 | 竹下良平              | 橋本有加                   | 新村杏子 井上簾太                                                | 高橋裕一            | 8月17日       |

### 放送局
| 放送期間        | 放送時間                     | 放送局           | 対象地域       | 備考                |
| --------------- | ---------------------------- | ---------------- | -------------- | ------------------- |
| 2025年7月6日 -  | 日曜 0:55 - 1:25（土曜深夜） | 日本テレビ       | 関東広域圏     | 製作参加 / 字幕放送 |
|                 |                              | 青森放送         | 青森県         | 字幕放送            |
|                 |                              | テレビ岩手       | 岩手県         | 字幕放送            |
|                 |                              | 山形放送         | 山形県         | 字幕放送            |
|                 |                              | 山梨放送         | 山梨県         | 字幕放送            |
|                 |                              | 南海放送         | 愛媛県         | 字幕放送            |
|                 | 日曜 1:25 - 1:55（土曜深夜） | 広島テレビ       | 広島県         |                     |
|                 | 日曜 1:50 - 2:20（土曜深夜） | 静岡第一テレビ   | 静岡県         |                     |
|                 |                              | テレビ宮崎       | 宮崎県         | 字幕放送            |
|                 | 日曜 1:55 - 2:25（土曜深夜） | 中京テレビ       | 中京広域圏     |                     |
|                 |                              | 四国放送         | 徳島県         | 字幕放送            |
| 2025年7月7日 -  | 月曜 1:25 - 1:55（日曜深夜） | 西日本放送       | 香川県・岡山県 |                     |
| 2025年7月8日 -  | 火曜 1:59 - 2:29（月曜深夜） | 福岡放送         | 福岡県         |                     |
| 2025年7月9日 -  | 水曜 1:29 - 1:59（火曜深夜） | 長崎国際テレビ   | 長崎県         | 字幕放送            |
|                 | 水曜 2:04 - 2:34（火曜深夜） | 読売テレビ       | 近畿広域圏     |                     |
| 2025年7月10日 - | 木曜 1:24 - 1:54（水曜深夜） | 高知放送         | 高知県         |                     |
|                 | 木曜 1:34 - 2:04（水曜深夜） | 鹿児島読売テレビ | 鹿児島県       | 字幕放送            |
|                 | 木曜 1:59 - 2:29（水曜深夜） | 札幌テレビ       | 北海道         |                     |
|                 |                              | 北日本放送       | 富山県         | 字幕放送            |
| 2025年7月11日 - | 金曜 0:59 - 1:29（木曜深夜） | テレビ大分       | 大分県         | 字幕放送            |
|                 | 金曜 1:24 - 1:54（木曜深夜） | 秋田放送         | 秋田県         | 字幕放送            |
|                 | 金曜 1:29 - 1:59（木曜深夜） | テレビ新潟       | 新潟県         | 字幕放送            |
|                 |                              | 熊本県民テレビ   | 熊本県         | 字幕放送            |
|                 | 金曜 1:35 - 2:07（木曜深夜） | テレビ金沢       | 石川県         | 字幕放送            |
|                 | 金曜 1:44 - 2:14（木曜深夜） | テレビ信州       | 長野県         | 字幕放送            |
|                 | 金曜 1:54 - 2:24（木曜深夜） | 山口放送         | 山口県         | 字幕放送            |
|                 | 金曜 2:00 - 2:30（木曜深夜） | 日本海テレビ     | 鳥取県・島根県 | 字幕放送            |
| 2025年7月12日 - | 土曜 0:30 - 0:59（金曜深夜） | 福井放送         | 福井県         | 字幕放送            |
|                 | 土曜 1:56 - 2:26（金曜深夜） | 福島中央テレビ   | 福島県         | 字幕放送            |
|                 | 土曜 1:59 - 2:29（金曜深夜） | ミヤギテレビ     | 宮城県         |                     |

| 配信開始日   | 配信時間                     | 配信サイト             | 備考         |
| ------------ | ---------------------------- | ---------------------- | ------------ |
| 2025年7月6日 | 日曜 1:55（土曜深夜） 更新   | Netflix                | 世界独占配信 |
|              |                              | ABEMA                  | 無料独占配信 |
|              | 日曜 1:55 - 2:25（土曜深夜） | ABEMA アニメチャンネル |              |

### BD / DVD
| 巻 | 発売日             | 収録話         | 規格品番  | 規格品番   |
| 巻 | 発売日             | 収録話         | BD        | DVD        |
| -- | ------------------ | -------------- | --------- | ---------- |
| 1  | 2025年11月26日予定 | 第1話 - 第4話  | KAXA-9091 | KABA-11701 |
| 2  | 2025年12月24日予定 | 第5話 - 第8話  | KAXA-9092 | KABA-11702 |
| 3  | 2026年1月28日予定  | 第9話 - 第12話 | KAXA-9093 | KABA-11703 |

| 日本テレビ 日曜 0:55 - 1:25（土曜深夜）                                                               | 日本テレビ 日曜 0:55 - 1:25（土曜深夜） | 日本テレビ 日曜 0:55 - 1:25（土曜深夜） |
| 前番組                                                                                                | 番組名                                  | 次番組                                  |
| --- | --------------------------------------- | --------------------------------------- |
| Aランクパーティを離脱した俺は、 元教え子たちと迷宮深部を目指す。（第1期） （2025年1月12日 - 6月29日） | 光が死んだ夏 （2025年7月6日 - ）        | -                                       |